# Comuna de Poświętne (Podláquia)
Poświętne (polaco: Poświętne (gmina w województwie podlaskim)) é uma gminy (comuna) na Polónia, na voivodia de Podláquia e no condado de Białystok. A sede do condado é a cidade de Poświętne.
De acordo com os censos de 2004, a comuna tem 3 522 habitantes, com uma densidade 30,7 hab/km².

## Área
Estende-se por uma área de 114 33 km², incluindo:
- área agricola:  63%
- área florestal: 29%

## Demografia
Dados de 30 de Junho 2004:
|                      | Total   | Total | Mulheres | Mulheres | Homens  | Homens |
| -------------------- | ------- | ----- | -------- | -------- | ------- | ------ |
|                      | pessoas | %     | pessoas  | %        | pessoas | %      |
| População            | 3680    | 100   | 1875     | 50,95    | 1805    | 49,05  |
| Densidade (pop./km²) | 30,7    | 100   | 16,5     | 16,5     | 14,2    | 14,2   |

De acordo com dados de 2002, o rendimento médio per capita ascendia a 1301,5 zł.

## Subdivisões
Brzozowo-Antonie, Brzozowo-Chabdy, Brzozowo-Chrzczonki, Brzozowo-Chrzczony, Brzozowo-Korabie, Brzozowo-Muzyły, Brzozowo-Panki, Brzozowo-Solniki, Brzozowo Stare, Chomizna, Dzierżki, Dzierżki-Ząbki, Gabrysin, Gołębie, Grochy, Józefin, Kamińskie Jaski, Kamińskie Ocioski, Kamińskie Pliszki, Kamińskie Wiktory, Liza Nowa, Liza Stara, Łukawica, Marynki, Pietkowo, Pietkowo Drugie, Porośl-Głuchy, Porośl-Wojsławy, Poświętne, Turek, Wilkowo Nowe, Wilkowo Stare, Wołkuny, Zdrody Nowe, Zdrody Stare.

## Comunas vizinhas
- Brańsk, Łapy, Nowe Piekuty, Sokoły, Suraż, Wyszki.